# Ktésiás
Ktésiás či též Ktésiás z Knidu (řecky Κτησίας /Ktésiás/) byl starořecký historik a lékař. 
Data o jeho narození a úmrtí nejsou známa, žil v 5. století př. n. l. Lékařské vzdělání získal v rodném Knidu (v Malé Asii, území dnešního Turecka), kde byla vyhlášená lékařská škola. Poté uprchl do Persie. Není známo kdy, prchal prý jako válečný utečenec. V Persii se stal osobním lékařem perského krále Artaxerxa II.
Jeho největších dílem byly 23dílné dějiny Persie (končící rokem 398 př. n. l., posledních deset dílů bylo věnovaných létům 465-398 př. n. l.) zvané Persika, napsané v iónštině. Psal je ve zjevné opozici k Hérodotovi. Persika se nedochovala, známe jen fragmenty, zejména díky Fótiovi. Jako královský lékař při své historiografické práci mohl využívat perské královské archivy. 
Ktésiás napsal i knihu o Indii zvanou Indika. V Indii však nikdy nepobýval, knihu sepsal podle líčení perských cestovatelů.